# Postmodernism (arkitektur)

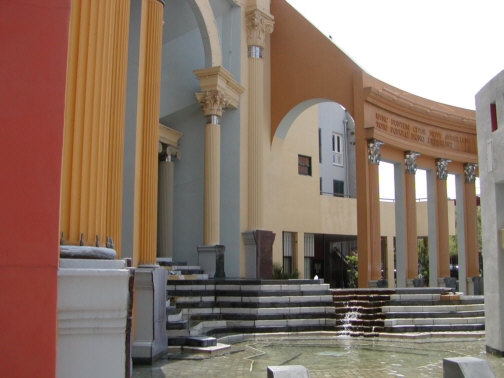
Piazza d'Italia i New Orleans, ritad av Charles Moore.

Postmodernism eller postmodern klassicism inom arkitekturen är ett otydligt och mångskiftande begrepp för en rörelse främst under 1970- och 1980-talet som vände sig mot idealen inom modernismen.

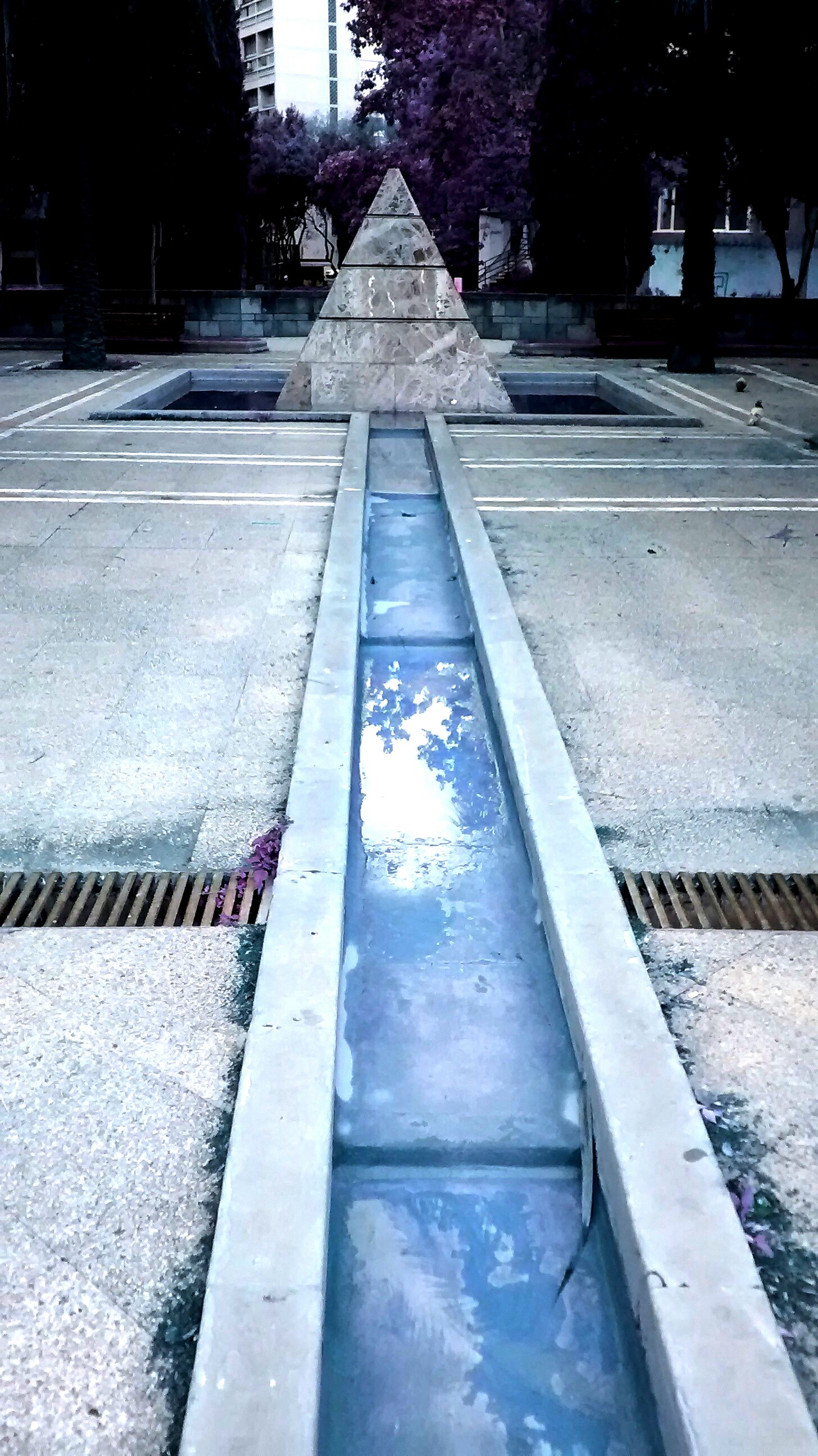
Parc de Can Sabaté i Barcelona, av Daniel Navas, Neus Solé och Imma Jansana, färdigställd 1984.

## Begreppsdefinition
Inom arkitekturteori började man använda begreppet "postmodernism" under 1970-talet efter att Charles Jencks definierat begreppets betydelse för arkitekturen i sin bok The Language of Postmodern Architecture. Syftet med postmodernismen var att kritisera modernismens puristiska ideal. Den utopiska, kollektivistiska och funktionella ideologi, som förmodades ha burit upp modernismen i arkitekturen – och gav den ett enda, rationellt fastställt mål – förkastades till förmån för något som medvetet var mindre idealistiskt och uppriktigt men, hoppades man, mera demokratiskt.

## Postmodernismen i USA
Den eklekticism detta ledde till sträckte sig från popkonstens bildspråk till pikant historicism, i synnerhet i exempelvis Robert Venturis byggnader. I Chestnut Hill House (Pennsylvania 1965), som han ritade för sin mor, återupplivas traditionella principer och karakteristiska, premodernistiska arkitekturformer – till exempel symmetri, och gaveln som liknar en manieristisk bruten fronton – men de står i motsats till modernismen i de platta ytorna och standarddetaljerna, så att motsägelsen ger byggnaden mening.
Senare postmodernistiska manifestationer har varit mindre sofistikerade och mera konstlade, vilket inte alltid har varit oavsiktligt. År 1964 lovordade Charles Moore Disneyland som en av de mest enastående av USA:s offentliga platser och som ett av den amerikanska framgångsdrömmens förverkliganden, vilket gav inspiration åt hans eget arbete. Piazza d'Italia som han ritade för den italiensk-amerikanska delen av New Orleans (1978–1979) är rik på färg, som delvis tillhandahålls av neonbelysning, och har kolonner, en tempelfasad och en fontän, vars vatten rinner ut över en karta av Italien.
Det hittills mest monumentala exemplet på postmodernism är Michael Graves ämbetsverk Portland Public Office Building (1979–1982) i Portland, Oregon. Den av enorma ytor av glasplattor exemplifierade internationella modernismen behandlas här som en av flera "historiska" stilar tillsammans med bildelement från skyskrapor, art déco- och jugenddekorationer, den puristiska "revolutionära" arkitekturen från det sena 1700-talets Frankrike och sådana omvandlade klassiska element som väldiga pilastrar och en gigantisk röd slutsten. Graves mål med denna byggnad var att i en stad av opersonliga betong-, stål- och glaslådor åstadkomma en byggnad, som utnyttjar de metaforiska rikedomarna i arkitekturens formspråk med mångahanda skikt av form, rum och symbolik. Det är en byggnad som inte bara talar till en professionell elit, utan också till mannen på gatan.

## Postmodernismen i Europa

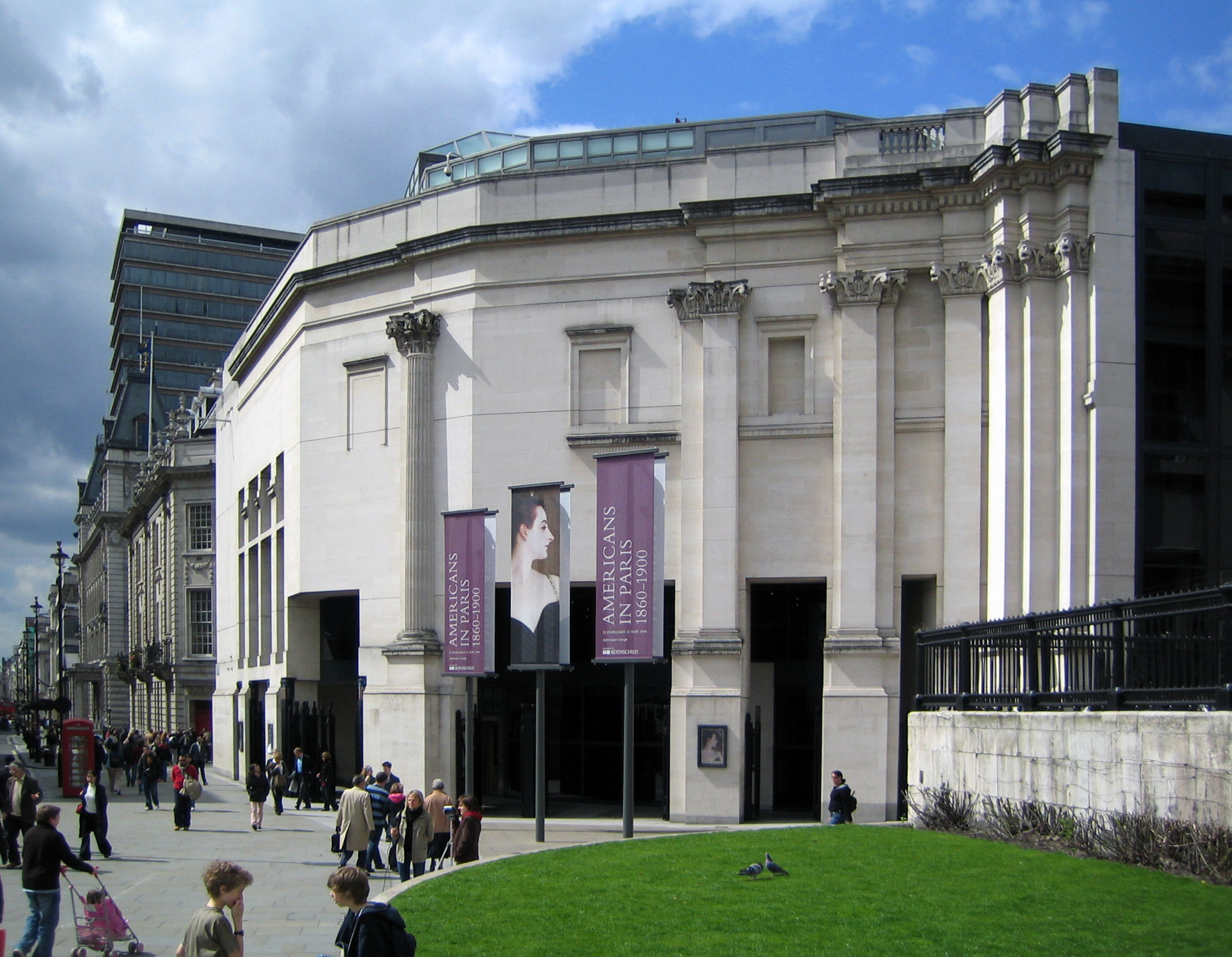
Tillbyggnaden av National Gallery i London (1991). Robert Venturi och Denise Scott Brown.

I Europa är två av de mest kända postmodernistiska arkitekterna spanjoren Ricardo Bofill och italienaren Aldo Rossi, vilkas till synes autonoma arkitektur påtagligt är härledd ur det förgångna. Bofills omfattande och storslagna bostadsprojekt Les Arcades du Lac i närheten av Versailles gör öppet anspråk på en jämförelse med själva slottet Versailles. Sådana nyhistoriserande strävanden är tydliga i hans lika storslagna Palais d'Abraxas, ett kommunalt bostadsområde i en av Paris förorter. Formerna hos Aldo Rossis byggnader är ofta hämtade från Boullée, men dessa projekt har i likhet med Boullées för det mesta stannat kvar på papperet. Nämnas bör också James Stirling.

## Postmodernismen i Japan
De stora förhoppningar om en rikare, mera anspelande och livfull arkitektur som ger inspiration till postmodernismen har kanske främst gått i uppfyllelse i Japan. Arkitekter som Arata Isozaki, Kisho Kurokawa och Minoru Takeyama har något av samma elegans och proletära smak som ukiyo-e-tryckens stora mästare. Isozakis högst personliga bruk av även de enklaste former, i synnerhet cylindrar och kuber, uppnår en verkan av internationalism, som tydligt skiljer sig från den internationella modernismen i sina anspelningar på världens arkitektoniska arvedel. Att han tillstår sin skuld till Andrea Palladio, Mimar Sinan och Boullée liksom till sin egen japanska kulturella bakgrund är ett av vår egen pluralistiska tids tecken.